# Емилија Цезарејска
Света Емилија је хришћанска светитељка. Била је мајка светог Василија Великог, светог Григорија Ниског и свете Макрине. 
У младости је желела остати доживотном девојком, али је принуђена у брак. Родила је деветоро деце, и тако их надахнула духом Христовим, да су петоро од њих постали светитељи хришћански, и то: Василије Велики, Григорије, епископ ниски, Петар, епископ севастијски, Макрина и Теозвија. Емилија је провела много својих каснијих година живљења са својом старијом кћерком, Макрином. Макрина је имала дубок утицај на мајку. Пошто њеног супруга више није било, Емилија и њена кћерка су живели живот посвећен хришћанству, окружени слугама које су третирали као једнаке, на инсистирању Макрине. Њихов аскетски начин живота привукао је жене које су створиле манастирску атмосферу, у којој се један сматрао богатим ако је живела чист и храбар хришћански живот и занемаривала су материјалистичку привлачност земаљских ужитака и имања. У старости је устројила манастир где је живела са својом ћерком Макрином, и где је преминула 8. маја (21. маја) 375. године.
Српска православна црква слави је 8. маја по црквеном, а 21. маја по грегоријанском календару.